# Cnemidocarpa
Cnemidocarpa är ett släkte av sjöpungar som beskrevs av Huntsman 1912. Cnemidocarpa ingår i familjen Styelidae.

## Dottertaxa tillCnemidocarpa, i alfabetisk ordning[1][2]
- Cnemidocarpa acuelata
- Cnemidocarpa alentura
- Cnemidocarpa amphora
- Cnemidocarpa annectens
- Cnemidocarpa areolata
- Cnemidocarpa barbata
- Cnemidocarpa bathyphila
- Cnemidocarpa bythia
- Cnemidocarpa campylogona
- Cnemidocarpa cirrata
- Cnemidocarpa clara
- Cnemidocarpa clipeata
- Cnemidocarpa completa
- Cnemidocarpa concha
- Cnemidocarpa devia
- Cnemidocarpa digonas
- Cnemidocarpa drygalskii
- Cnemidocarpa effracta
- Cnemidocarpa eposi
- Cnemidocarpa finmarkiensis
- Cnemidocarpa fissa
- Cnemidocarpa floccosa
- Cnemidocarpa hartmeyeri
- Cnemidocarpa hemprichi
- Cnemidocarpa humilis
- Cnemidocarpa intestinata
- Cnemidocarpa irene
- Cnemidocarpa jacens
- Cnemidocarpa javensis
- Cnemidocarpa joannae
- Cnemidocarpa lapidosa
- Cnemidocarpa lobata
- Cnemidocarpa longata
- Cnemidocarpa margaritifera
- Cnemidocarpa mollis
- Cnemidocarpa mollispina
- Cnemidocarpa mortenseni
- Cnemidocarpa ohlini
- Cnemidocarpa oligocarpa
- Cnemidocarpa pedata
- Cnemidocarpa personata
- Cnemidocarpa pfefferi
- Cnemidocarpa platybranchia
- Cnemidocarpa posthuma
- Cnemidocarpa quadrata
- Cnemidocarpa radicosa
- Cnemidocarpa ramosa
- Cnemidocarpa reticulata
- Cnemidocarpa rhizopus
- Cnemidocarpa robinsoni
- Cnemidocarpa schumacheri
- Cnemidocarpa sedata
- Cnemidocarpa squamata
- Cnemidocarpa stolonifera
- Cnemidocarpa tinkatae
- Cnemidocarpa traustedti
- Cnemidocarpa tribranchiata
- Cnemidocarpa tripartita
- Cnemidocarpa verrucosa
- Cnemidocarpa victoriae
- Cnemidocarpa zenkevitchi